# Boršt pri Dvoru
Boršt pri Dvoru – wieś w Słowenii, w gminie Žužemberk. W 2018 roku liczyła 56 mieszkańców.